# 양승관
양승관(梁承琯, 1959년 6월 2일 ~ )은 전 KBO 리그 삼미 슈퍼스타즈의 외야수이자, 현 한화 이글스 수석코치이다. 동생은 전 KBO 리그 쌍방울 레이더스의 내야수이자 현 KBO 리그 NC 다이노스의 스카우트팀 팀장인 양후승이며, 아들은 전 KBO 리그 LG 트윈스의 내야수이자 현 KBO 리그 LG 트윈스의 퓨처스 수비코치인 양원혁이다.

## 선수 시절

### 삼미 슈퍼스타즈시절
1982년에 입단하였다. 팀은 1982년에 최약팀(15승 65패, 승률 0.188)이었지만, 그 해 팀에서 타율 0.269, 8홈런으로 가장 좋은 타격 성적을 기록했다.

### 청보 핀토스시절
1985년에 입단하였다.

### 태평양 돌핀스시절
1989년에 입단하였다.

### LG 트윈스시절
1990년에 입단하였다.

## 야구선수 은퇴 후
2003년부터 롯데 자이언츠의 외야수비코치로 활동했다.
2012년까지 넥센 히어로즈 2군 감독 겸 타격코치를 역임한 후 NC 다이노스의 타격코치로 활동했다.

## 출신 학교
- 인천숭의초등학교
- 동인천중학교
- 인천고등학교
- 인하대학교 체육교육과 77학번

## 기타
- 엄청난 강견의 소유자로 알려져 있다. 홈 플레이트에서 공을 던졌을 때 외야 펜스를 넘길 수 있는 몇 안되는 선수로 강한 어깨를 바탕으로 한 외야 수비가 일품이었다. KBO 리그 초창기 빠른발로 도루왕을 석권했던 해태 타이거즈의 김일권을 빠른 송구로 아웃시켜 '우익수 앞 땅볼'이라는 진귀한 장면을 만들어 내기도 했다.

## 관련 작품
- 영화 《슈퍼스타 감사용》 (2004년) - 김혁